# 托伊施尼茨
托伊施尼茨是德国巴伐利亚州的一个市镇。总面积34.26平方公里，总人口2019人，其中男性985人，女性1034人（2011年12月31日），人口密度59人/平方公里。